# Asterix e la Obelix SpA
Asterix e la Obelix SpA (Obélix et Compagnie) è la ventitreesima storia a fumetti della serie Asterix, creata da René Goscinny (sceneggiatura) e Albert Uderzo (disegni). La sua prima pubblicazione in albo in lingua originale risale al 1976.
È l'ultima storia pubblicata da Goscinny in vita. La storia successiva, Asterix e i Belgi, è stata pubblicata postuma.

## Trama
Disperando di riuscire a piegare i dissidenti Galli armoricani del ben noto villaggio degli irriducibili, Giulio Cesare accetta il consiglio di Caius Assurdus, un giovane studioso di economia convinto di poter utilizzare il denaro per fiaccare gli animi dei ribelli. Incaricato così della missione, Assurdus si stabilisce nell'accampamento di Babaorum e inizia a dare forma al suo piano: contatta Obelix nella foresta e si offre di comprare i menhir da lui prodotti, pagandoglieli tanto più quanti più ne riuscirà a produrre.
L'ingenuo gallo si trova così presto preso dalla frenesia degli affari, rapito dal miraggio di diventare "l'uomo più ricco e influente del villaggio": si immerge nel lavoro nella sua cava, smette di frequentare Asterix e Idefix e di andare a caccia di cinghiali, e assume anzi a sua volta degli aiutanti e dei cacciatori che gli procurino il cibo. Nel frattempo, gli ingenti guadagni gli consentono di atteggiarsi a gran ricco dandosi delle arie, cosa che suscita l'invidia dei compagni di villaggio (e delle rispettive mogli) che decidono quindi loro stessi di buttarsi nel commercio di menhir. In breve tempo il pacifico villaggio cambia così drasticamente volto, fino ad arrivare al punto in cui, come commenta un incredulo Abraracourcix, "metà degli abitanti va a caccia di cinghiali per conto dell'altra metà che produce menhir". Gli unici a restare fuori dalla follia collettiva sono ovviamente Asterix e Panoramix, che osservano un po' preoccupati e un po' divertiti l'evolversi delle cose.
Dal canto suo, Assurdus inizia a cantare vittoria, perché gli abitanti del villaggio sono ormai troppo presi dalla produzione di menhir per combattere con le guarnigioni romane. Dopo aver dato ordine al centurione di Babaorum di continuare a comprare menhir a prezzi sempre più alti, Assurdis torna quindi a Roma per proseguire con il suo piano: davanti a uno sgomento Cesare, dà il via a una vera e propria campagna pubblicitaria e di marketing per vendere a Roma gli ingombranti monoliti. Sebbene in un primo momento le cose vadano secondo i suoi piani, ben presto la situazione precipita: mentre gli stessi Romani iniziano a produrre a loro volta menhir (organizzando anzi veri e propri scioperi contro l'ingresso di "manufatti gallici"), la domanda inizia a scendere drasticamente facendone crollare il prezzo. Vedendo le finanze ormai dilapidate per l'acquisto dei menhir gallici divenuti invendibili, il furibondo Cesare ordina quindi ad Assurdus di tornare di corsa in Armorica e cessare le operazioni.
Mentre Roma rischia la bancarotta, nel placido villaggio ancora ignaro continua a fervere l'attività, ma a un certo punto Obelix, pentito e stanco di essere un "uomo d'affari", abbandona il lavoro per tornare a cacciare cinghiali con Asterix e Idefix. L'arrivo di Assurdus, che comunica agli abitanti del villaggio di non voler più acquistare menhir, causa la rabbia dei Galli che, dopo una consueta zuffa che Asterix e Panoramix salutano come un ritorno alla normalità, si ricompattano e assaltano i Romani di Babaorum, dando il benservito ad Assurdus e agli sfortunati legionari. Segue così alla fine il tradizionale banchetto finale sotto le stelle, che celebra la ritrovata armonia.

## Personaggi principali
- Obelix: stregato dal miraggio di diventare l'uomo più ricco e importante del villaggio, in questa storia cambia drasticamente personalità, cessando di andare a caccia di romani e cinghiali e di frequentare i suoi amici e immergendosi completamente nel mondo dell'industria e degli affari. Inizia anche ad avere atteggiamenti da "neo-ricco", assumendo modi boriosi e acquistando vestiti costosi (e di pessimo gusto). Nel finale, tuttavia, si ravvede riconciliandosi con Asterix e dichiarandosi pentito, prima che il tracollo finanziario faccia cessare il commercio di menhir, e poi partecipa con i compagni alla riscossa contro i Romani.
- Asterix: con Panoramix l'unico immune alla frenesia affaristica che sconvolge il villaggio, dopo lo stupore iniziale assume un ruolo di spettatore (per lo più divertito) degli eventi (è anzi lui a suggerire ai compagni di villaggio di buttarsi a loro volta nel commercio di menhir, facendo concorrenza a Obelix) attendendone gli sviluppi.
- Caius Assurdus (Caius Saugrenus)[3]: giovane esperto di economia e finanza formatosi alla "scuola di liberti" (in originale Nouvelle École d'Affranchis), propone a Cesare di corrompere i Galli con il denaro e si incarica dell'esecuzione del piano. Si esprime utilizzando nebulosi termini economici, e per questo viene di rado capito dagli ascoltatori. I suoi piani, pur arrivando vicini al successo, nel finale falliscono miseramente, e lui stesso ne subisce le dirette conseguenze sotto forma di sganassoni.
- Absolumentexclus (Absolumentexclus)[4]: centurione del campo fortificato di Babaorum, al suo arrivo deciso a imporre l'autorità di Roma con la forza, ma poi convinto da un incontro ravvicinato con Obelix a non compiere più azioni militari fino all'arrivo del cambio. Costretto ad assecondare i piani di Assurdus, pur non comprendendoli, nel finale ne condivide le sorti, pur essendo tutto sommato incolpevole.

## Riferimenti storici

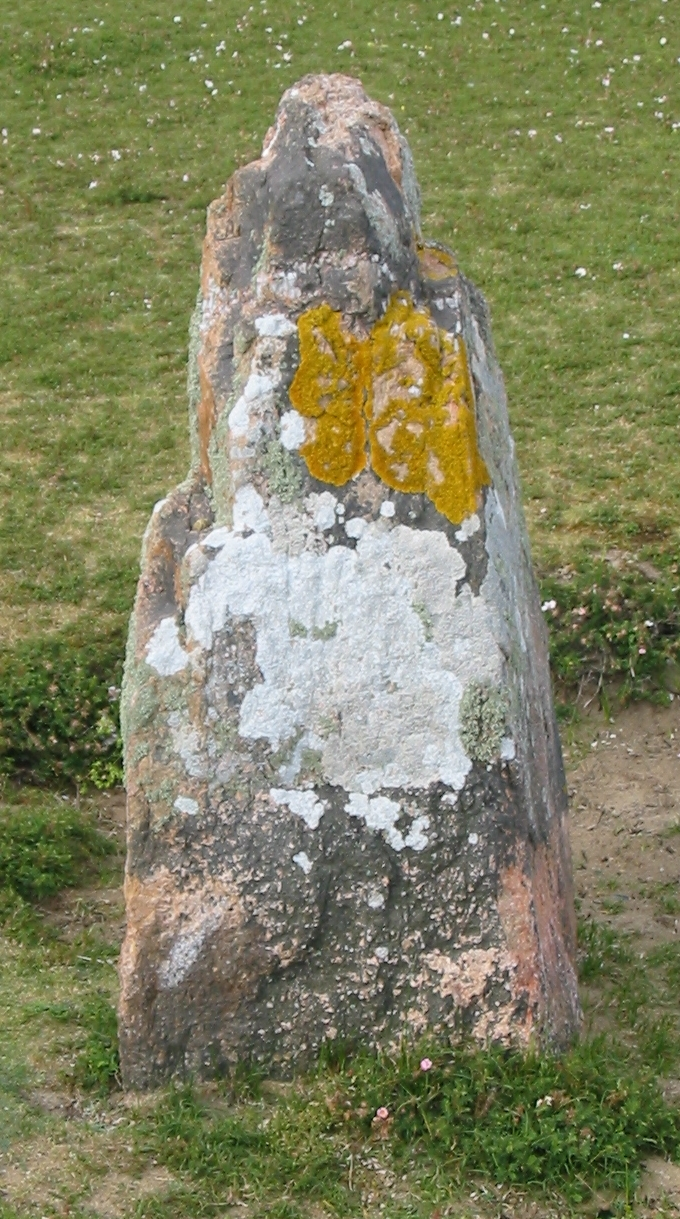
Un menhir in Normandia

L'intera vicenda è imperniata sulle tematiche dell'economia, della finanza e del capitalismo, rapportati a una società semplice e idilliaca come quella degli Irriducibili, presso cui gli scambi avvengono per lo più tramite baratto; temi simili erano stati affrontati anche nelle storie Asterix e il paiolo, in cui i protagonisti si dimostrano incapaci di guadagnare denaro, e soprattutto Asterix e il Regno degli dei, dove Cesare tenta di integrare i Galli insediando dei Romani nelle loro vicinanze.
Il personaggio di Assurdus, che ha le fattezze di Jacques Chirac (all'epoca in cui fu scritta la storia Primo ministro francese) e ha studiato alla Nouvelle École d'Affranchis, parodia della École nationale d'administration, rappresenta lo stereotipo dell'uomo d'affari, i cui piani contorti e lontani dalla realtà si risolvono spesso in disastri. Si esprime utilizzando termini specialistici finanziari, che richiamano le leggi di mercato, della domanda e offerta e l'inflazione, non venendo quindi compreso né dai Galli né dallo stesso Cesare, e organizza una vera e propria campagna pubblicitaria per vendere qualcosa di completamente inutile (come un menhir), in una parodia della moderna "società dei consumi" (sebbene una ironica didascalia avverta che "al giorno d'oggi, a nessuno verrebbe in mente una cosa del genere").
Nell'albo appaiono diverse caricature di personaggi famosi, oltre a quella già citata di Jacques Chirac nel personaggio di Assurdus:
- fra gli indisciplinati soldati romani del campo di Babaorum, si riconoscono Pierre Tchernia nel legionario ubriacone attaccato alla sua anfora di vino, e gli stessi Goscinny e Uderzo nei due legionari che lo portano via[7]. Tchernia era un buon amico degli autori di Asterix, e appare anche in altri albi (ad esempio Asterix e i Belgi)
- i due legionari che vengono incaricati di scaricare i menhir dal carro di Obelix, con risultati disastrosi, sono dei riconoscibilissimi Stanlio e Ollio

## Storia editoriale
In Francia la storia fu serializzata inizialmente all'interno del settimanale Le Nouvel Observateur, in cui apparve a puntate; in seguito è stata pubblicata in albo cartonato nel 1976 dall'editore Dargaud. Successivamente l'albo viene ristampato dalla casa editrice Hachette Livre, che nel dicembre 2008 acquisì da Uderzo e da Anna Goscinny (figlia dello scomparso René) tutti i diritti sulle pubblicazioni di Asterix.

### Edizioni estere

#### Italia
In Italia l'albo è edito, come gli altri della serie, da Mondadori; la prima edizione italiana risale al marzo 1977 per la traduzione italiana di Fedora Dei. La Mondadori ha ristampato l'albo più volte nel corso degli anni; l'ultima edizione, condotta su quella francese di Hachette Livre, è della fine del 2011 e rispetto alle precedenti presenta, pur mantenendo invariata la traduzione, una copertina diversa, un nuovo lettering e una colorazione rinnovata; è inoltre caratterizzata dall'avere la sagoma di Asterix stampata in rosso sulla costa. Nel 1999 la storia è stata inoltre inclusa nel volume tascabile Asterix - Le storie più belle, edito sempre da Mondadori nella collana "Super Miti".
La storia è stata pubblicata a puntate anche all'interno della rivista Il Giornalino (Edizioni San Paolo), nella quale fece la sua prima apparizione nel 1977 venendovi poi ristampata periodicamente. Tale edizione è basata su quella Mondadori e presenta la stessa traduzione, sebbene il titolo vi sia stato modificato in Obelix e soci. Inoltre, la storia è stata pubblicata all'interno della rivista Star Comix, della quasi omonima casa editrice Star Comics, in cui apparve a puntate dal numero 1 (aprile 1992) al numero 3(giugno 1992). Questa edizione presenta una traduzione diversa rispetto a quella Mondadori. Inoltre, dal momento che tale rivista era stampata in formato orizzontale (lo stesso di Lupo Alberto), la storia vi fu inusualmente pubblicata suddividendo in due ciascuna tavola, e stampandone una metà per pagina.

## In altre lingue
Il titolo originale dell'albo, Obélix et Compagnie, è stato tradotto come segue in alcune delle principali lingue in cui il fumetto è edito; vengono inoltre indicate la casa editrice e l'anno di prima pubblicazione:
- catalano:  Obèlix i companyia - Salvat editores,  Spagna
- ceco: Obelix & spol. - Egmont ČR,  Rep. Ceca, 2000
- danese:  Asterix & Co - Egmont Serieforlaget A/S,  Danimarca, 1978
- finlandese: Obelix ja kumpp. - Egmont Kustanus Oy,  Finlandia, 1977
- greco: Οβελίξ και Σία - Anglo Hellenic Agency,  Grecia, 1979
- inglese: Obelix and Co. - Orion,  Regno Unito, 1978
- norvegese: Obelix & Co. A/S - Egmont Serieforlaget A/S,  Norvegia, 1978
- olandese: Obelix & co. - Hachette Livre,  Paesi Bassi, 1976
- polacco: Obeliks i spółka - Egmont Poland Ltd,  Polonia, 1995
- portoghese: Obélix e Companhia - Edições ASA,  Portogallo, 1976
- spagnolo: Obélix y compañía - Salvat editores,  Spagna
- svedese: Obelix & Co - Egmont Kärnan AB,  Svezia, 1978
- tedesco: Obelix GmbH & Co. KG - Egmont Ehapa Verlag,  Germania, 1978

Dell'albo esiste una versione in occitano, curata dalla Société Toulousaine du Livre e oggi considerata una rarità dai collezionisti.